# Oleni
Oleni (in greco Ωλένη?) è un ex comune della Grecia nella periferia della Grecia Occidentale (unità periferica dell'Elide) con 9.026 abitanti secondo i dati del censimento 2001.
È stato soppresso a seguito della riforma amministrativa, detta Programma Callicrate, in vigore dal gennaio 2011 ed è ora compreso nel comune di Pyrgos.

## Località
Oleni è suddiviso nelle seguenti comunità (i nomi dei villaggi tra parentesi):
- Agia Anna
- Arvaniti
- Charia
- Cheimadio
- Goumero
- Karatoula (Karatoula, Kleidereika, Marmara)
- Karya (Karya, Varvarina, Sitochori)
- Klindia
- Koutsochera
- Lanthi (Lanthi, Moni Kremastis)
- Latzoi (Latzoi, Agios Georgios, Almyriki, Grammatikos)
- Magoula (Magoula, Katsomaliareika)
- Mouzaki
- Oleni
- Pefki
- Sopi